# Kullarna (naturreservat)
Kullarna är ett naturreservat i Torsby kommun i Värmlands län.
Området är naturskyddat sedan 2013 och är 75 hektar stort. Reservatet omfattar en sluttning med Ljusnetjärnarna och innehåller våtmarker, sumpskog och barrskog med inslag av lövträd. 